# Lucia Xarate
Lucia Xarate (San Carlos Nuevo Guaymas, 2 gennaio 1864 – Sierra Nevada, 15 gennaio 1890) è stata la persona più leggera al mondo nella storia della medicina.
Alla nascita pesava 1,1 kg e a 17 anni pesava 2,13 kg. A 20 anni ingrassò fino a 5,9 kg . 
Alta 67 cm, morì di freddo in modo tragico nel 1890 quando il treno su cui viaggiava si fermò tra le Montagne Rocciose per una tempesta di neve.
Gli adulti più leggeri mai registrati sono di solito affetti dalla malattia di Simmonds (cachessia ipofisaria).